# MOTO1オールスターズ
MOTO1 ALL STARS（モトワンオールスターズ）とは、モーターサイクルによるモータースポーツで、舗装路と未舗装路を含むコース（舗装路のみもあり）で速さを競うスーパーモタード競技で、全日本形式の名称である。
2005年より日本モーターサイクルスポーツ協会（MFJ）公認の全日本選手権として開催されている。
MOTO1では、全日本のMOTO1オールスターズの他に、各地域で別れたMOTO1エリア選手権（東北エリア、関東エリア、中部エリア、近畿エリア、九州エリア）があり、さらに初心者向けのレースのチャレンジクラスがある。

## カテゴリーの紹介
- moto1　　　　　　450cc以下 －2スト250cc／4スト450cc　（09年よりmoto1クラスはトップカテゴリーとて参加者を限定）
- moto1 OPEN　450cc以上
- moto2　　　　　　250cc以下 －市販車4スト400cc以下 2スト125cc以下

## 2009年　MOTO1オールスターズ　スケジュール
|   | 開催日   | 県     | 会場                 |
| - | -------- | ------ | -------------------- |
| 1 | 4月12日  | 愛知県 | 美浜サーキット       |
| 2 | 5月3日   | 滋賀県 | 琵琶湖スポーツランド |
| 3 | 5月31日  | 広島県 | TSタカタサーキット   |
| 4 | 6月28日  | 福島県 | エビスサーキット     |
| 5 | 8月2日   | 宮城県 | スポーツランドSUGO   |
| 6 | 8月30日  | 長野県 | 伊那サーキット       |
| 7 | 9月20日  | 熊本県 | HSR九州              |
| 8 | 10月25日 | 栃木県 | ツインリンクもてぎ   |

## 2008年　MOTO1オールスターズ　スケジュール
|   | 開催日   | 県     | 会場                 |
| - | -------- | ------ | -------------------- |
| 1 | 3月30日  | 滋賀県 | 琵琶湖スポーツランド |
| 2 | 4月20日  | 長野県 | 伊那サーキット       |
| 3 | 6月1日   | 広島県 | TSタカタサーキット   |
| 4 | 6月29日  | 福島県 | エビスサーキット     |
| 5 | 8月3日   | 宮城県 | スポーツランドSUGO   |
| 6 | 9月7日   | 愛知県 | 美浜サーキット       |
| 7 | 10月1日  | 熊本県 | セキアヒルズ         |
| 8 | 10月26日 | 栃木県 | ツインリンクもてぎ   |

## 2007年　MOTO1オールスターズ　スケジュール
|   | 開催日   | 県     | 会場                                  |
| - | -------- | ------ | ------------------------------------- |
| 1 | 4月22日  | 長野県 | 伊那サーキット（旧:ラリーキッズ伊那） |
| 2 | 6月3日   | 広島県 | TSタカタサーキット                    |
| 3 | 7月1日   | 福島県 | エビスサーキット                      |
| 4 | 8月19日  | 宮城県 | スポーツランドSUGO                    |
| 5 | 9月16日  | 三重県 | 鈴鹿ツインサーキット                  |
| 6 | 10月7日  | 熊本県 | セキアヒルズ                          |
| 7 | 10月28日 | 栃木県 | ツインリンクもてぎ                    |

## 歴代チャンピオン
| 年     | moto1unlimited | moto1    | moto2      |
| ------ | -------------- | -------- | ---------- |
| 2008年 | 小林好美       | 星野優位 | 佐々木貴志 |
| 2007年 | 小林好美       | 大樂竜也 | 佐々木貴志 |
| 2006年 | 佐合潔         | 松本康   | 佐合潔     |
| 2005年 | -              | 佐合潔   | 三苫進     |